# Ecilda Paullier
Ecilda Paullier és una localitat de l'Uruguai, ubicada a l'oest del departament de San José, sobre el límit amb el departament de Colonia.
Es troba a 62 metres sobre el nivell del mar. Té una població aproximada de 2.351 habitants.